# Lucien Muhlfeld
Lucien Muhlfeld (1870-1902) est un romancier et critique dramatique français.

## Biographie
Né le 4 avril 1870 à Paris 9e, Muhlfeld entra, après avoir terminé ses études au lycée Condorcet, à l’université de Paris, où il passa sa licence ès lettres et en droit. Il se lança alors en littérature comme contributeur à divers périodiques.
Il contribua successivement à la Revue d’Art Dramatique, la Revue Blanche et l’Écho de Paris. Il fut assistant-bibliothécaire à l’université de Paris de 1890 à 1895, avant d’abandonner ce poste pour se consacrer entièrement à la littérature. Sa mort prématurée à Paris, le 1er décembre 1902, est due à une fièvre typhoïde contractée à la suite de la consommation d’huîtres contaminées.
Il est l’auteur de trois romans traitant de la vie parisienne : le Mauvais Désir (1898), la Carrière d’André Tourette (1900) et l’Associée (1902).
Ses deux ouvrages critiques, la Fin d’un art (1890) et Le monde où l’on imprime (1897), n’ont jamais connu le succès. On lui doit aussi, en collaboration avec Pierre Veber, une comédie en un acte en prose intitulée : Dix ans après, produite à l’Odéon en 1897.

## Œuvres
- Le Mauvais Désir, Paris, P. Ollendorff, 1898.
- La Carrière d’André Tourette, Paris, P. Ollendorff, 1900.
- L’Associée, Paris, P. Ollendorff, 1902.
- La Fin d’un art : conclusions esthétiques sur le théâtre, Paris, Revue d’art dramatique, 1890.
- Le monde où l’on imprime : regards sur quelques lettrés et divers illettrés contemporains, Paris, Perrin, 1897.
- Dix ans après, avec Pierre Veber, Paris, Charpentier et Fasquelle, 1897.